# 피터마리츠버그
피터마리츠버그(Pietermaritzburg)는 남아프리카 공화국 콰줄루나탈 주의 주도다. 시장은 Zanele Hlatshwayo이고 도시자체는 면적 126km2에 인구는 약 22만명이다. Msunduzi Local Municipality의 일원으로 메트로(해당지자체) 면적은 650km2정도이며 인구는 618,536명이다.

## 개요
1994년에 아파르트 헤이트 정책을 전면 폐지하기 이전에 피터마리츠버그는 나탈주의 주도였다. 남아프리카 공화국에서 처음으로 열린 아파르트헤이트 이후의 선거에서 잉카타 자유당(약칭 IFP)이 다수의 득표를 얻었다. 피터마리츠버그는 일단 줄루 랜드인 우룬디를 포함하여 신설된 콰줄루나탈주의 주도가 되었다. 피터마리츠버그는 입법 주도가 되었고, 우룬디가 행정상 주도가 되었다. IFP는 강력한 친 줄루주의자로, 영국-줄루 전쟁에서 영국에 패배했을 때 줄루 왕국의 수도였던 우룬디를 희망하여 아파르트 헤이트 이후의 주도로 삼은 것이다. 우룬디는 일단 반투스탄 수도 콰줄루도 있으며, 현재 콰줄루 나탈 주의 일부이다. 그러나 우룬디는 주 정부를 두기에는 인프라가 심각하게 부족하고 아프리카 민족 회의(약칭 ANC)와 남아프리카 공화국 민주당이라는 주의 2 대 정당은 피터마리츠버그만 단독 주도로 해야 한다고 주장하였다. 2004년 선거에서 ANC의 승리로 끝나며, 논쟁은 일단락되어 피터미리츠버그가 콰줄루 나탈의 단독 주도가 되었다. 이 결과 주 정부의 몇 개 기관이 재차 피터미리츠버그에 이관되게 되었다. 이것은 지역의 적극적인 발전을 위해 일반의 환영받았다. 2004년 이후, 시 중심부 빌딩의 재건축, 소매업의 확산, 교외에서의 주택 건설 증가 등이 견인이 되어, 공공부문에서도, 민간부문에서도 시의 투자가 진행되게 되었다.

## 기후
| Pietermaritzburg의 기후             | Pietermaritzburg의 기후 | Pietermaritzburg의 기후 | Pietermaritzburg의 기후 | Pietermaritzburg의 기후 | Pietermaritzburg의 기후 | Pietermaritzburg의 기후 | Pietermaritzburg의 기후 | Pietermaritzburg의 기후 | Pietermaritzburg의 기후 | Pietermaritzburg의 기후 | Pietermaritzburg의 기후 | Pietermaritzburg의 기후 | Pietermaritzburg의 기후 |
| 월                                  | 1월                     | 2월                     | 3월                     | 4월                     | 5월                     | 6월                     | 7월                     | 8월                     | 9월                     | 10월                    | 11월                    | 12월                    | 연간                    |
| ----------------------------------- | ----------------------- | ----------------------- | ----------------------- | ----------------------- | ----------------------- | ----------------------- | ----------------------- | ----------------------- | ----------------------- | ----------------------- | ----------------------- | ----------------------- | ----------------------- |
| 역대 최고 기온 °C (°F)              | 41 (106)                | 39 (102)                | 38 (100)                | 37 (99)                 | 37 (99)                 | 31 (88)                 | 32 (90)                 | 35 (95)                 | 39 (102)                | 40 (104)                | 41 (106)                | 42 (108)                | 42 (108)                |
| 일평균 최고 기온 °C (°F)            | 28 (82)                 | 28 (82)                 | 28 (82)                 | 26 (79)                 | 24 (75)                 | 22 (72)                 | 23 (73)                 | 24 (75)                 | 25 (77)                 | 25 (77)                 | 26 (79)                 | 28 (82)                 | 26 (79)                 |
| 일평균 최저 기온 °C (°F)            | 18 (64)                 | 17 (63)                 | 16 (61)                 | 12 (54)                 | 7 (45)                  | 3 (37)                  | 3 (37)                  | 6 (43)                  | 10 (50)                 | 13 (55)                 | 15 (59)                 | 16 (61)                 | 11 (52)                 |
| 역대 최저 기온 °C (°F)              | 9 (48)                  | 10 (50)                 | 5 (41)                  | 1 (34)                  | −1 (30)                 | −4 (25)                 | −4 (25)                 | −3 (27)                 | −1 (30)                 | 2 (36)                  | 5 (41)                  | 6 (43)                  | −4 (25)                 |
| 평균 강수량 mm (인치)               | 155 (6.1)               | 121 (4.8)               | 113 (4.4)               | 44 (1.7)                | 30 (1.2)                | 13 (0.5)                | 2 (0.1)                 | 8 (0.3)                 | 64 (2.5)                | 74 (2.9)                | 100 (3.9)               | 108 (4.3)               | 832 (32.8)              |
| 평균 강수일수                       | 22                      | 16                      | 15                      | 6                       | 5                       | 3                       | 1                       | 2                       | 10                      | 12                      | 15                      | 16                      | 123                     |
| 출처: South African Weather Service |                         |                         |                         |                         |                         |                         |                         |                         |                         |                         |                         |                         |                         |

## 교육

### 대학교
나탈 대학교, 콰줄루나탈 대학교 등이 있다.